# Oconee, Illinois
Oconee là một làng thuộc quận Shelby, tiểu bang Illinois, Hoa Kỳ. Năm 2010, dân số của làng này là 180 người.

## Dân số
Dân số qua các năm:
- Năm 2000: 202 người.
- Năm 2010: 180 người.